# Stardancer
Stardancer è un album a nome di Tom Rapp, pubblicato dalla Blue Thumb Records nel 1972. Il disco fu registrato al Quadrophonic Studios di Nashville, Tennessee (Stati Uniti).

## Tracce
Brani composti da Tom Rapp, tranne dove indicato
Lato A
1. Fourth Day of July – 4:55
2. For the Dead in Space – 4:05
3. The Baptist – 5:10
4. Summer of '55 – 2:13
5. Tiny Song – 2:33

Lato B
1. Stardancer – 5:42
2. Marshall – 2:15
3. Touch Tripping (Our Lady of the Medio) – 2:58
4. Why Should I Care – 3:07 (John Osborne, John Addison)
5. Les Ans – 1:50

## Musicisti
- Tom Rapp - voce, chitarra
- Charlie McCoy - chitarra, dobro, vibrafono, organo, banjo tenore, armonica, pianoforte (toy)
- Steve McCord - chitarra
- Reggie Young - chitarra elettrica
- Jim Colvard - chitarra elettrica
- Weldon Myric - chitarra steel
- David Briggs - pianoforte
- Bobby Wood - pianoforte
- Buddy Spicher - fiddle, viola elettrica, violino elettrico
- Mike Leech - basso, arrangiamenti (strumenti a corda)
- Jim Isbell - batteria, congas, bongos, dumbek, cortales, shaker, bell tree, vibrafono, piatto (tuned finger cymbals), campana (bell overtones)
- Florence Warner - armonie vocali, accompagnamento vocale
- Art Ellis - flauto, wind chimes, accompagnamento vocale, congas (brani: The Baptist, Stardancer e Marshall)
- Harry Orlove - chitarra, mandolino, accompagnamento vocale (brani: The Baptist, Stardancer e Marshall)
- Bill Rollins - violoncello, accompagnamento vocale (Stardancer, Marshall & the Baptist)
- Brenton Banks - violino (brano: Les Ans)
- Gary Van Osdale - viola (brano: Les Ans)
- Sheldon Kurland - violino (brano: Les Ans)
- Byron Bach - violoncello (brano: Les Ans)